# Melanichneumon intermedius
Melanichneumon intermedius är en stekelart som beskrevs av Heinrich 1934. Melanichneumon intermedius ingår i släktet Melanichneumon och familjen brokparasitsteklar. Inga underarter finns listade i Catalogue of Life.